# 5 франків (Гюго)
5 франків (Гюго) — французька банкнота, ескіз якої розроблений 5 березня 1959 і випускалася в обіг Банком Франції з 4 січня 1960 до заміни на банкноту 5 франків з Пастером. Банкнота являла собою аналог купюри середини 1950-х 500 франків з Гюго.

## Історія

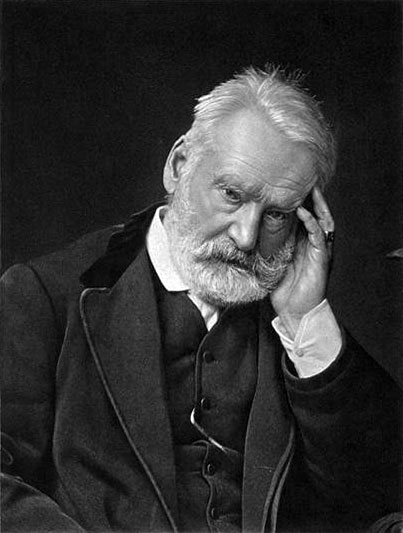
Віктор Гюго — французький письменник, драматург, поет, публіцист, громадський діяч

Банкнота належить до серії «Відомі люди Франції», їх діяльність призвела до створення сучасної Франції як держави. Купюра є аналогом банкноти середини 50-х років — 500 франків з Гюго, але зі зменшеним в 1:100 номіналом — як наслідок грошової реформи кінця 1950-х — початку 1960 років, у зв'язку з цим на банкнотах вказувалася абревіатура «NF» (фр. «nouveaux francs»), що означала — «новий франк». Банкнота випускалася з березня 1959 по листопад 1965, а з 3 січня 1967 вона вилучається з обігу. З 1 квітня 1968 купюра перестає бути законним платіжним засобом. .

## Опис
Банкноту розробили — Клеман Серво та гравери Жюль Піль і Андре Марлі. 
Аверс: справа портрет Віктора Гюго на фоні Будинку Інвалідів. 
Реверс: зліва Віктора Гюго на фоні Площі Вогезів. 
Водяний знак зображує профіль Віктора Гюго. Розміри купюри — 142 мм × 75 мм.

## Джерело
- Перелік французьких банкнот [Архівовано 14 квітня 2012 у Wayback Machine.]
- Сайт нумізматики та боністики Франції